# 戰斧

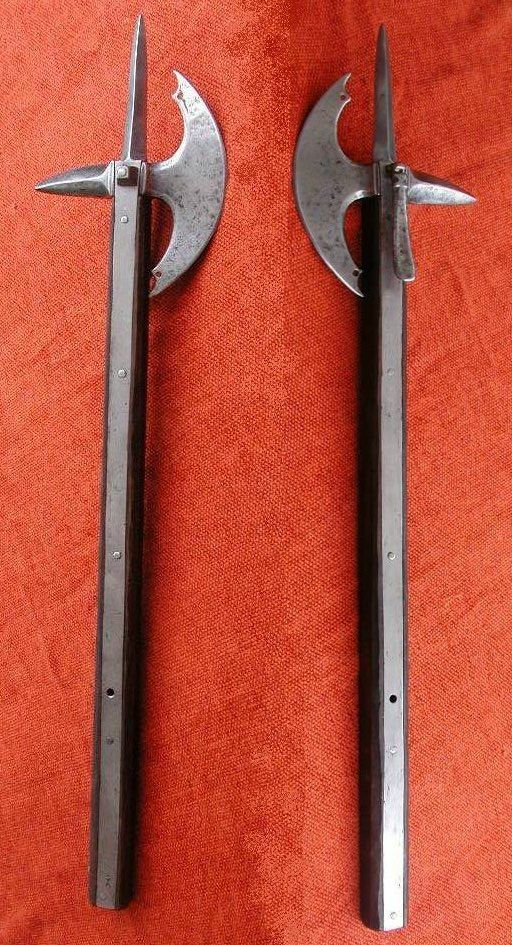
骑士战斧 大约1475. 通过斧刃的装饰推断应该是德国制造的。

战斧，指专为近距离作战使用的斧头。根据使用方式分为短柄斧和长柄斧。在中国古文中，斧以“戉”称呼，后逐渐被“戚”所代替。而比较重的斧头则称之为钺。

## 简述
战斧通常来说远比现在的砍斧要轻，即使是重战斧也比锤斧要轻很多。这是因为战斧的主要目标是敌方人员或坐骑的四肢而不是厚重的木石，因此传统上战斧会有比较尖细的锋刃。这样可以对敌方造成大面积的深入伤口。作为短兵器，战斧可以更简单和迅速的进入作战状态。
熟铁加碳钢的新月形欧洲战斧在罗马时代和后罗马时代就已经出现，并在之后的许多个世纪里慢慢发展着。对于西方人来说，战斧是维京人的标志武器。从公元8世纪到11世纪维京人的全盛时期，斯堪的纳维亚的步兵和海盗们就把战斧作为标准配备兵器。
中世紀歐洲的斧槍（halberd）與長柄斧（pollaxe）這些長柄武器亦是戰斧的變體。
而在中国，商周时期就有战斧的记录。斧钺两者样式雷同而被放在一起称呼。其中钺因为其重量造成使用者不灵活，而成为专一的礼仪兵器。史记周本纪 中记载武王用黄钺和玄钺斩下已经死去的纣王和其亲属的头颅。
宋代为了对抗北方的骑兵，士兵装备重斧以对抗。在郾城之战中，对阵金兵的重裝兵铁浮屠的时候，宋将刘锜就获得了相当的战果。
在明代小说水浒传中，急先锋索超的兵器就是一把金蘸斧。李逵用板斧。